# Skopje (region)

Skopje läge i Nordmakedonien

Skopje (makedonska: Скопје, Скопски регион) är en av de åtta statistiska regionerna i Nordmakedonien. Skopje gränsar till regionerna Vardar, Polog, Nordöstra, Östra och Sydvästra. Dessutom gränsar den till Serbien i norr. Skopje är regionens största stad och även Nordmakedoniens huvudstad.

## Kommuner
Skopje är indelat i sju kommuner:
- Aračinovo
- Čučer-Sandevo
- Ilinden
- Petrovec
- Sopište
- Studeničani
- Zelenikovo

## Demografi

### Invånarantal
Det totala invånarantalet i Skopje var 571 040 under år 2002.

### Etnisk fördelning
Den näst största etniska gruppen är albanerna.